# Norwegischer Fußballpokal der Männer 1924
Der norwegische Fußballpokal 1924 (kurz auch NM-Cup 1924 genannt) war die 23. Austragung des Fußballpokalwettbewerbs der Männer. Pokalsieger wurde Odds BK. Das Team setzte sich im Finale gegen Mjøndalen IF durch.

## 1. Runde
| Datum      |                   | Ergebnis  |                       |
| ---------- | ----------------- | --------- | --------------------- |
| 10.08.1924 | Brann Bergen      | 4:1       | Viking Stavanger      |
|            | IL Brodd          | 2:1       | FK Vidar              |
|            | IL Braatt         | 4:2       | SK Rollon             |
|            | FK Donn           | 2:1       | Start Kristiansand    |
|            | SK Falk Horten    | 1:0       | Kvik Halden FK        |
|            | Fram Larvik       | 6:0       | SK Snøgg              |
|            | Fredrikstad FK    | 1         | Larvik Turn           |
|            | Hamar IL          | 1:2       | SK Gjøa               |
|            | FK Kjapp Rjukan   | 0:2       | Odds BK               |
|            | FK Kvik Trondheim | 5:0       | IL Sverre             |
|            | Lillestrøm SK     | 1:2       | SFK Lyn Oslo          |
|            | Lillestrøm BK     | 2:1       | FK Fremad Lillehammer |
|            | FK Lyn            | 6:0       | Eidsvold IF           |
|            | FK Mercur         | 0:1       | SK Brage              |
|            | Neset FK          | 3:2       | SK Tryggkameratene    |
|            | IF Pors           | 2:1       | Agnes IL              |
|            | Ranheim IL        | 5:0       | Strinda IL            |
|            | SK Rapp           | 2:1       | SK Freidig            |
|            | IF Ready          | 5:1       | Hafslund IF           |
|            | Sarpsborg FK      | 1:1 n. V. | Mjøndalen IF          |
|            | SBK Skiold        | 1:1 n. V. | Urædd FK              |
|            | Skotfoss TIF      | 0:5       | SBK Drafn             |
|            | Storms BK         | 7:0       | IK Grane Arendal      |
|            | Strømsgodset IF   | 2:2 n. V. | SFK Mercantile Oslo   |
|            | Torp IF           | 1:4       | Frigg Oslo FK         |
|            | SFK Trygg Oslo    | 0:1       | Drammens BK           |
|            | Tønsbergs TF      | 2:1       | Moss FK               |
|            | SK Vard Haugesund | 0:2       | Steinkjer FK          |
|            | Vålerenga Oslo    | 4:4 n. V. | Holmestrand IF        |
|            | FK Ørn            | 9:0       | SK 1910 Oslo          |
|            | Aalesunds FK      | 3:2       | SK Djerv              |

### Wiederholungsspiele
| Datum      |                     | Ergebnis  |                 |
| ---------- | ------------------- | --------- | --------------- |
| ??.??.1924 | Holmestrand IF      | 5:2       | Vålerenga Oslo  |
|            | SFK Mercantile Oslo | 0:2       | Strømsgodset IF |
|            | Mjøndalen IF        | 3:0       | Sarpsborg FK    |
|            | Urædd FK            | 3:0       | SBK Skiold      |
|            | Larvik Turn         | 2:2 n. V. | Fredrikstad FK  |
|            | Fredrikstad FK      | 1:1 n. V. | Larvik Turn     |
|            | Larvik Turn         | 1:0       | Fredrikstad FK  |

## 2. Runde
| Datum      |                   | Ergebnis  |                 |
| ---------- | ----------------- | --------- | --------------- |
| 17.08.1924 | SK Brage          | 7:1       | Neset FK        |
|            | FK Donn           | 0:2       | IL Brodd        |
|            | SBK Drafn         | 3:1       | IF Ready        |
|            | Drammens BK       | 1:3       | Urædd FK        |
|            | SK Falk Horten    | 1:0       | FK Ørn          |
|            | SK Gjøa           | 0:2       | Strømsgodset IF |
|            | FK Kvik Trondheim | 4:2       | Ranheim IL      |
|            | Lillestrøm BK     | 1:3 n. V. | Frigg Oslo FK   |
|            | Mjøndalen IF      | 9:1       | Tønsbergs TF    |
|            | Odds BK           | 3:2       | Fram Larvik     |
|            | IF Pors           | 1:0       | SFK Lyn Oslo    |
|            | SK Rapp           | 1:2       | FK Lyn          |
|            | Stavanger IF      | 0:1 n. V. | Brann Bergen    |
|            | Storms BK         | 7:0       | Holmestrand IF  |
|            | Aalesunds FK      | 4:3       | IL Braatt       |
|            | Larvik Turn       | Freilos   |                 |

## 3. Runde
| Datum      |                 | Ergebnis  |                   |
| ---------- | --------------- | --------- | ----------------- |
| 31.08.1924 | SK Falk Horten  | 0:1       | Aalesunds FK      |
|            | Strømsgodset IF | 1:0 n. V. | SK Brage          |
|            | Brann Bergen    | 3:2       | Frigg Oslo FK     |
|            | FK Lyn          | 3:1       | IL Brodd          |
|            | Larvik Turn     | 1:0       | SBK Drafn         |
|            | Mjøndalen IF    | 6:0       | FK Kvik Trondheim |
|            | Odds BK         | 4:0       | Storms BK         |
|            | Urædd FK        | 0:0 n. V. | IF Pors           |

### Wiederholungsspiel
| Datum      |         | Ergebnis |          |
| ---------- | ------- | -------- | -------- |
| 03.09.1924 | IF Pors | 1:3      | Urædd FK |

## Viertelfinale
| Datum      |              | Ergebnis  |                 |
| ---------- | ------------ | --------- | --------------- |
| 07.09.1924 | FK Lyn       | 3:2 n. V. | Aalesunds FK    |
|            | Brann Bergen | 1:0       | Strømsgodset IF |
|            | Mjøndalen IF | 3:0       | Larvik Turn     |
|            | Odds BK      | 3:1       | Urædd FK        |

## Halbfinale
| Datum      |              | Ergebnis |              |
| ---------- | ------------ | -------- | ------------ |
| 28.09.1924 | Mjøndalen IF | 2:1      | Brann Bergen |
|            | Odds BK      | 2:1      | FK Lyn       |

## Finale
| Odds BK                                             | Odds BK | Mjøndalen IF | Mjøndalen IF |
| --------------------------------------------------- | --- | --- | ------------ |
| Odds BK                                             | \| Finale \| \| 12. Oktober 1924 in Trondheim (Sorgenfri Gressbane) \| \| Ergebnis: 3:0 (2:0) \| \| Zuschauer: 7.000 \| \| Schiedsrichter: Trygve Høgbergh \| \| Spielbericht \|              | \| Finale \| \| 12. Oktober 1924 in Trondheim (Sorgenfri Gressbane) \| \| Ergebnis: 3:0 (2:0) \| \| Zuschauer: 7.000 \| \| Schiedsrichter: Trygve Høgbergh \| \| Spielbericht \| | Mjøndalen IF |
| Odds BK                                             | Ingolf Pedersen – Erling Lunde, Thaulow Goberg – Tidemand Nilsen, Sigurd Eek, Ronald Haakonsen – Olav Gundersen, Haakon Haakonsen, Bertel Ulrichsen, Einar Gundersen, Martinius Kristoffersen | | Mjøndalen IF |
| Odds BK                                             | 1:0 Bertel Ulrichsen (25.) 2:0 Haakon Haakonsen (44.) 3:0 Bertel Ulrichsen (58.) | | Mjøndalen IF |
| Finale                                              | | |              |
| 12. Oktober 1924 in Trondheim (Sorgenfri Gressbane) | | |              |
| Ergebnis: 3:0 (2:0)                                 | | |              |
| Zuschauer: 7.000                                    | | |              |
| Schiedsrichter: Trygve Høgbergh                     | | |              |
| Spielbericht                                        | | |              |